# Macrolycus flabellatus
Macrolycus flabellatus là một loài bọ cánh cứng trong họ Lycidae. Loài này được Motschulsky miêu tả khoa học năm 1860.